# Thomas Hussey
Thomas Hussey (* 25. Januar 1936 im County Galway, Irland; † 21. Januar 2024 in Galway) war ein irischer Politiker der Fianna Fáil. Er gehörte von 1969 bis 1981 dem Dáil Éireann, dem Unterhaus des irischen Parlaments, und von 1981 bis 1992 als Senator dem Seanad Éireann an.

## Leben
Thomas Hussey war als Landwirt, Auktionator und Versicherungsrepräsentant tätig. 1964 versuchte er, einen Sitz bei einer Nachwahl über den Wahlkreis Galway East zu erlangen. Auch bei den Wahlen 1965 scheiterte er. Als er 1969 für die Fianna Fáil bei den Unterhauswahlen im neugeschaffenen Wahlkreis Galway North-East erfolgreich war, konnte er den Sitz bis zur Neugliederung der Wahlkreise verteidigen. Bei den Unterhauswahlen trat er dann im wiedergeschaffenen Wahlkreis Galway East noch einmal erfolgreich an. 
Am 8. Juli 1977 wurde Hussey in der Regierung Lynch III zum Parlamentssekretär im Landwirtschaftsministerium ernannt. Zum 1. Januar 1978 wurde das Amt zum Staatsminister im Landwirtschaftsministerium umbenannt. In der neuen Regierung Haughey I blieb er auch am 12. Dezember 1979 im Amt. Am 17. Dezember 1980 bildete Charles Haughey sein Kabinett erneut um. Hussey wurde daraufhin Staatsminister im Gesundheitsministerium und Staatsminister im Sozialministerium.
Bei den Wahlen zum Dáil Éireann 1981 scheiterte er. Damit verlor er auch seine Posten als Staatsminister. Er konnte dann in den Seanad Éireann wechseln. Hussey blieb Senator vom 15. bis einschließlich des 19. Seánads. 1993 wurde er allerdings nicht mehr wiedergewählt. Er zog sich aus der Politik zurück.